# Renata Viganò
Renata Viganò (17 juni 1900 - 23 april 1976) was een Italiaanse verpleegster en schrijfster. 

## Biografie
Vigano werd geboren in Bologna; als kind wilde zij altijd arts worden maar door de economische problemen van haar ouders was zij genoodzaakt het lyceum te verlaten en als verpleegster aan de slag te gaan.
Al op jonge leeftijd kwam Viganò’s passie voor het geschreven woord tot uiting, op haar dertiende publiceerde zij Ginestra in fiore, een verzameling van poëzie. 
In de Tweede Wereldoorlog nam Viganò samen met haar man en zoon deel aan de verzetsstrijd (onder andere als medewerkster bij de ondergrondse –vrijheids- pers), iets wat zij zelf zou bestempelen als ‘het belangrijkste van alles dat ik in mijn leven heb gedaan’. Haar latere werken zijn dan ook doordrenkt met deze ervaring.

## Thematiek
Renata Viganò werd vooral bekend door haar boek L’Agnese va a morire, uitgegeven in 1949 bij uitgeverij Einaudi, vertaald in veertien talen en verfilmd door Giuliano Montaldo.
Na de Tweede Wereldoorlog ontstond in de literatuur en film een neorealistische stroming die een beroep deed op het gemeenschappelijke Italiaanse gedachtegoed en die partijverschillen en andere tegenstellingen tussen de Italiaanse bevolking ontsteeg. Het Neorealisme in Italië toonde zich echter vrij conservatief in de visie op seksuele rolverdeling en was dus voor vrouwen weinig vernieuwend. De vrouwelijke reactie op deze tendens kwam onder andere van Viganò. In haar boek L’Agnese va a morire (Agnese moest sterven), dat gedeeltelijk autobiografisch is, schetste zij het beeld van een gewone vrouw die zich moedig inzet voor het verzet, tegelijkertijd tornde zij in dit boek aan de traditionele rolverdelingen.
Het Neorealisme zou echter voornamelijk een mannenaangelegenheid blijven.
Vlak voor haar dood werd Viganò de prijs ‘Bolognese del mese’ toegekend voor haar betrokkenheid bij de inwoners van deze  de stad, die haar geboorteplaats was en ook haar sterfplaats zou worden.

## Werken

### Poëzie
- Ginestra in fiore. Liriche (Bologna, 1913)
- Piccola fiamma. Liriche (1913-1915) {Milaan, 1916)
- Il lume spento (Milaan, 1933)

### Verhalen en proza
- L’Agnese va a morire (Turijn, 1949) (in het Ned. vertaald, Agnese moest sterven)
- Mondine (Modena, 1952)
- Arriva la cicogna (Rome, 1954)
- Donne della Resistenza (Bologna, 1955)
- Ho conosciuto Ciro (Bologna, 1959)
- Una storia di ragazze (Milaan, 1962)
- Matrimonio in brigata (Milaan, 1976)

- Bibliothèque nationale de France: cb119627324 (data)
- Digitale Bibliotheek voor de Nederlandse Letteren: viga001
- Gemeinsame Normdatei: 119352192
- International Standard Name Identifier: 0000 0001 1821 8874
- Library of Congress Control Number: n84158896
- Nationale Bibliotheek van Letland: 000130022
- Nationale Bibliotheek van Tsjechië: kup20030000107183
- Nationale bibliotheek van Australië: 35689749
- Nationale Bibliotheek van Israël: 987007515325905171
- Nationale Bibliotheek van Polen: a0000002182243
- Nederlandse Thesaurus van Auteursnamen: 071019219
- Istituto Centrale per il Catalogo Unico: CFIV037535
- Système universitaire de documentation: 027627136
- Trove: 1043849
- Virtual International Authority File: 99417264
- WorldCat: E39PBJhCKwcrycQWFtjBkyGvHC